# The Chronological Classics: Benny Carter and His Orchestra 1936
| Recensione | Giudizio |
| ---------- | -------- |
| AllMusic   | [ 1 ]    |

The Chronological Classics: Benny Carter and His Orchestra 1936 è una compilation del sassofonista e bandleader jazz Benny Carter, pubblicato dall'etichetta discografica francese Classics Records nel 1990.

## Tracce

### CD
1. Scandal in a Flat – 3:03 (Benny Carter) – Registrato a metà giugno del 1936 a Londra, Inghilterra
2. Accent on Swing – 2:48 (Benny Carter) – Registrato a metà giugno del 1936 a Londra, Inghilterra
3. You Understand – 2:55 (Benny Carter, Ray Sonin) – Registrato a metà giugno del 1936 a Londra, Inghilterra
4. Gin and Jive – 2:55 (Benny Carter) – Registrato a metà giugno del 1936 a Londra, Inghilterra
5. If I Could Only Read Your Mind – 3:02 (Benny Carter, Leonard Feather) – Registrato a metà giugno del 1936 a Londra, Inghilterra
6. I Gotta Go – 3:02 (Benny Carter, Spencer Williams) – Registrato a metà giugno del 1936 a Londra, Inghilterra
7. When Lights Are Low – 2:46 (Benny Carter, Spencer Williams) – Registrato il 20 giugno 1936 a Londra, Inghilterra
8. Waltzing the Blues – 2:51 (Benny Carter) – Registrato il 20 giugno 1936 a Londra, Inghilterra
9. Tiger Rag – 2:45 (Leo Feist) – Registrato il 20 giugno 1936 a Londra, Inghilterra
10. Blue Interlude – 3:11 (Benny Carter) – Registrato il 26 agosto 1936 a Copenaghen, Danimarca
11. Bugle Call Rag – 2:24 (Jack Pettis) – Registrato il 26 agosto 1936 a Copenaghen, Danimarca
12. Memphis Blues – 3:11 (W. C. Handy) – Registrato il 29 agosto 1936 a Copenaghen, Danimarca
13. When Lights Are Low – 2:47 (Benny Carter) – Registrato il 29 agosto 1936 a Copenaghen, Danimarca
14. Some of These Days – 2:52 (Shelton Brooks) – Registrato il 12 settembre 1936 a Stoccolma, Svezia
15. Gloaming – 2:46 (Thore Ehrling) – Registrato il 12 settembre 1936 a Stoccolma, Svezia
16. Poor Butterfly – 2:57 (John Golden, John Raymond Hubbell) – Registrato il 13 ottobre 1936 a Londra, Inghilterra
17. Drop in Next Time You're Passing – 2:56 (Vivian Ellis) – Registrato il 13 ottobre 1936 a Londra, Inghilterra
18. The Man I Love – 2:51 (Ira Gershwin, George Gershwin) – Registrato il 13 ottobre 1936 a Londra, Inghilterra
19. That's How the First Song Was Born – 3:06 (Alexander Hill) – Registrato il 13 ottobre 1936 a Londra, Inghilterra
20. There'll Be Some Changes Made – 2:44 (Billy Higgins, Benton Overstreet) – Registrato il 19 ottobre 1936 a Londra, Inghilterra
21. Jingle Bells – 3:14 (Tradizionale) – Registrato il 19 ottobre 1936 a Londra, Inghilterra
22. Royal Garden Blues – 3:00 (Clarence Williams, Spencer Williams) – Registrato il 19 ottobre 1936 a Londra, Inghilterra
23. Carry Me Back to Old Virginny – 2:48 (James A. Bland) – Registrato il 19 ottobre 1936 a Londra, Inghilterra

## Musicisti
Scandal in a Flat / Accent on Swing / You Understand / Gin and Jive / If I Could Only Read Your Mind / I Gotta Go

Benny Carter and His Orchestra
- Benny Carter - clarinetto, sassofono alto, sassofono tenore, pianoforte, direttore orchestra
- Max Goldberg - tromba
- Tommy McQuater - tromba
- Leslie Thompson - tromba, trombone
- Lew Davis - trombone
- Ted Heath - trombone
- Freddy Gardner - clarinetto, sassofono alto
- Andy McDevitt - clarinetto, sassofono alto
- Buddy Featherstonhaugh - sassofono tenore
- Billy Munn - pianoforte
- Albert Harris - chitarra
- Wally Morris - contrabbasso
- George Elrick - batteria
- Elisabeth Welch - voce (brano: I Gotta Go)

When Lights Are Low / Waltzing the Blues / Tiger Rag

Benny Carter and His Swing Quartet
- Benny Carter - tromba, clarinetto, sassofono alto, sassofono tenore
- Gene Rodgers - pianoforte
- Bernard Addison - chitarra
- Wally Morris - contrabbasso
- George Elrick - batteria
- Elisabeth Welch - voce (brano: When Lights Are Low)

Blue Interlude / Bugle Call Rag

Benny Carter with Kai Ewans' Orchestra
- Kai Ewans - sassofono alto
- Benny Carter - tromba, clarinetto, sassofono alto
- Axel Skouby - tromba
- Olaf Carlsson - tromba
- Kurt Pederson - tromba
- Peter Rasmussen - trombone
- Palmer Traulsen - trombone
- Aage Voss - clarinetto, sassofono alto
- Knut Knutsson - sassofono tenore
- Anker Skjoldborg - sassofono tenore
- Christian Jensen - pianoforte
- Ulrik Neumann - chitarra
- Kelof Nielsen - contrabbasso
- Eric Kragh - batteria

Memphis Blues / When Lights Are Low

Benny Carter with Kai Ewans' Orchestra
- Kai Ewans - sassofono alto
- Benny Carter - tromba, clarinetto, sassofono alto, voce
- Axel Skouby - tromba
- Olaf Carlsson - tromba
- Kurt Pederson - tromba
- Peter Rasmussen - trombone
- Palmer Traulsen - trombone
- Aage Voss - clarinetto, sassofono alto
- Knut Knutsson - sassofono tenore
- Henry Hagemann-Larsen - sassofono tenore
- Christian Jensen - pianoforte
- Ulrik Neumann - chitarra
- Kelof Nielsen - contrabbasso
- Eric Kragh - batteria

Some of These Days / Gloaming

Benny Carter Med Sonora Swing Band (first side), Benny Carter Med All-Star Orchestra (second side)
- Benny Carter - tromba, clarinetto, sassofono alto, direttore orchestra
- Thore Ehrling - tromba
- Rune Ander - tromba (brano: Gloaming)
- Gösta Petersson - tromba (brano: Gloaming)
- Uno Görling - trombone
- George Vernon - trombone (brano: Gloaming)
- Charles Redland - clarinetto (brano: Some of These Days)
- Olle Thalen - sassofono alto
- Tony Mason - sassofono alto (brano: Gloaming)
- Zilas Görling - sassofono tenore
- Stig Holm - pianoforte
- Evert Heden - pianoforte (brano: Gloaming)
- Olle Sahlin - chitarra
- Thore Jederby - contrabbasso
- Sture Åberg - batteria (brano: Some of These Days)
- Gösta Heden - batteria (brano: Gloaming)

Poor Butterfly / Drop in Next Time You're Passing / The Man I Love / That's How the First Song Was Born

Elisabeth Welch
- Elisabeth Welch - voce
- Benny Carter - tromba, sassofono alto
- Gene Rodgers - pianoforte
- Ivor Mairants - chitarra
- Wally Morris - contrabbasso

There'll Be Some Changes Made / Jingle Bells / Royal Garden Blues / Carry Me Back to Old Virginny

Benny Carter and His Swing Quintet
- Benny Carter - clarinetto, sassofono alto
- Tommy McQuater - tromba
- Gerry Moore - pianoforte
- Albert Harris - chitarra
- Wally Morris - contrabbasso
- Al Craig - batteria